# Lista de membros da Royal Society eleitos em 1941
Esta página lista Membros da Royal Society eleitos em 1941.

## Fellows
1. William Noel Benson[2]
2. Homi Jehangir Bhabha[3]
3. Sir Edward Bullard[4]
4. Sir Winston Churchill[5]
5. Cyril Dean Darlington[6]
6. Philip Dee[7]
7. Sir Sheldon Francis Dudley[8]
8. Sir John Eccles[9]
9. Howard Florey[10]
10. Alan Arnold Griffith[11]
11. Sir Harry Work Melville[12]
12. Joseph Needham[13]
13. Sir David Rivett[14]
14. Alexander Robertson[15]
15. Thomas Gerald Room[16]
16. Arthur Rowledge[17]
17. Hugh Scott[18]
18. Sir Francis Simon[19]
19. Sir Henry Gerard Thornton[20]
20. Sir Robert Watson-Watt[21]
21. Philip Bruce White[22]

## Foreign Members
1. James Bryant Conant[23]
2. Karl Landsteiner[24]